# Yvette Monginou
Yvette Monginou (verheiratete Trombetta; * 16. Mai 1927 in Castres, Département Tarn; † 16. Februar 2023) war eine französische Hürdenläuferin und Sprinterin.
Bei den Olympischen Spielen 1948 in London kam sie über 80 Meter Hürden auf den vierten Platz.
1950 wurde sie bei den Europameisterschaften in Brüssel Vierte in der 4-mal-100-Meter-Staffel. Über 100 Meter und 80 Meter Hürden scheiterte sie im Vorlauf.
Bei den Olympischen Spielen 1952 in Helsinki gelangte sie über 100 Meter ins Viertelfinale. Weder über 80 Meter Hürden noch in der 4-mal-100-Meter-Staffel kam sie über die erste Runde hinaus.
1954 schied sie bei den Europameisterschaften 1954 in Bern über 100 Meter, 80 Meter Hürden und in der 4-mal-100-Meter-Staffel jeweils im Vorlauf aus.
Dreimal wurde sie Französische Meisterin über 80 Meter Hürden (1948, 1949, 1952) und je einmal über 100 Meter (1951) und 200 Meter (1953).

## Persönliche Bestzeiten
- 100 m: 11,9 s, 18. Mai 1952, Albi
- 80 m Hürden: 11,3 s, 23. Juli 1952, Helsinki